# Hütter Csaba
Hütter Csaba (Mohol, 1943. május 23. – ) politikus, agrármérnök.

## Életpályája
Szülei: Hütter Géza és Szalai Edit. 1961-ben a pétervásárai mezőgazdasági gépállomás brigádvezetője volt. 1961–1962 között a kultúrház előadója volt. 1962–1964 között a mátranováki tsz. mezőgazdászaként dolgozott. 1965–1969 között a homokterenyei, 1969–1972 között a ceredi tsz. főmezőgazdásza volt. 1973–1978 között a szécsényi II. Rákóczi Ferenc Mezőgazdasági Tsz. termelési főmérnöke, 1979–1988 között elnöke volt. 1974-ben az MSZMP-tagja lett. 1977-ben a Gödöllői Agrártudományi Egyetemen mezőgazdasági mérnök oklevelet szerzett és ledoktorált. 1977–1990 között országgyűlési képviselő; a mezőgazdasági bizottság tagja volt. 1989–1990 között Magyarország földművelésügyi minisztere illetve mezőgazdasági és élelmezésügyi miniszter volt a Németh-kormányban. 1990 után mezőgazdasági vállalkozó volt.

## Díjai
- Madách-díj (1985)[3]
- Állami díj (1985)